# تشارلز بيترز
تشارلز بيترز (بالإنجليزية: Charles Peters) هو صحفي ومحامي أمريكي، ولد في 1926.